# نیروهای دفاع‌ازخود ژاپن
ارتش ژاپن که رسماً نیروهای دفاع‌ازخود (به ژاپنی: 自衛隊) نام دارد، شامل سه نیروی زمینی، دریایی و هوایی است و تحت نظر وزارت دفاع ژاپن اداره و کنترل می‌شود.
نیروهای مسلح نوین کشور ژاپن در حالی در سال ۱۹۵۴ احیاء شد که در سال ۱۹۴۵ نیروی زمینی و نیروی دریایی منحله ارتش امپراتوری ژاپن در پی تسلیم در جنگ جهانی دوم خلع سلاح شدند. با تصویب لوایح امنیتی ژاپن در سال ۲۰۱۵ و تفسیر جدید از اصل نهم قانون اساسی ژاپن، تغییرات شگرفی در مأموریت‌های این نیروها ایجاد شد. در حال حاضر یامازاکی کوجی ریاست ستاد نیروهای دفاع‌ازخود ژاپن را برعهده دارد.